# Rowdenia nigropuncta
Rowdenia nigropuncta är en fjärilsart som beskrevs av Druce 1890. Rowdenia nigropuncta ingår i släktet Rowdenia och familjen nattflyn. Inga underarter finns listade.